# Rodrigo de Castro

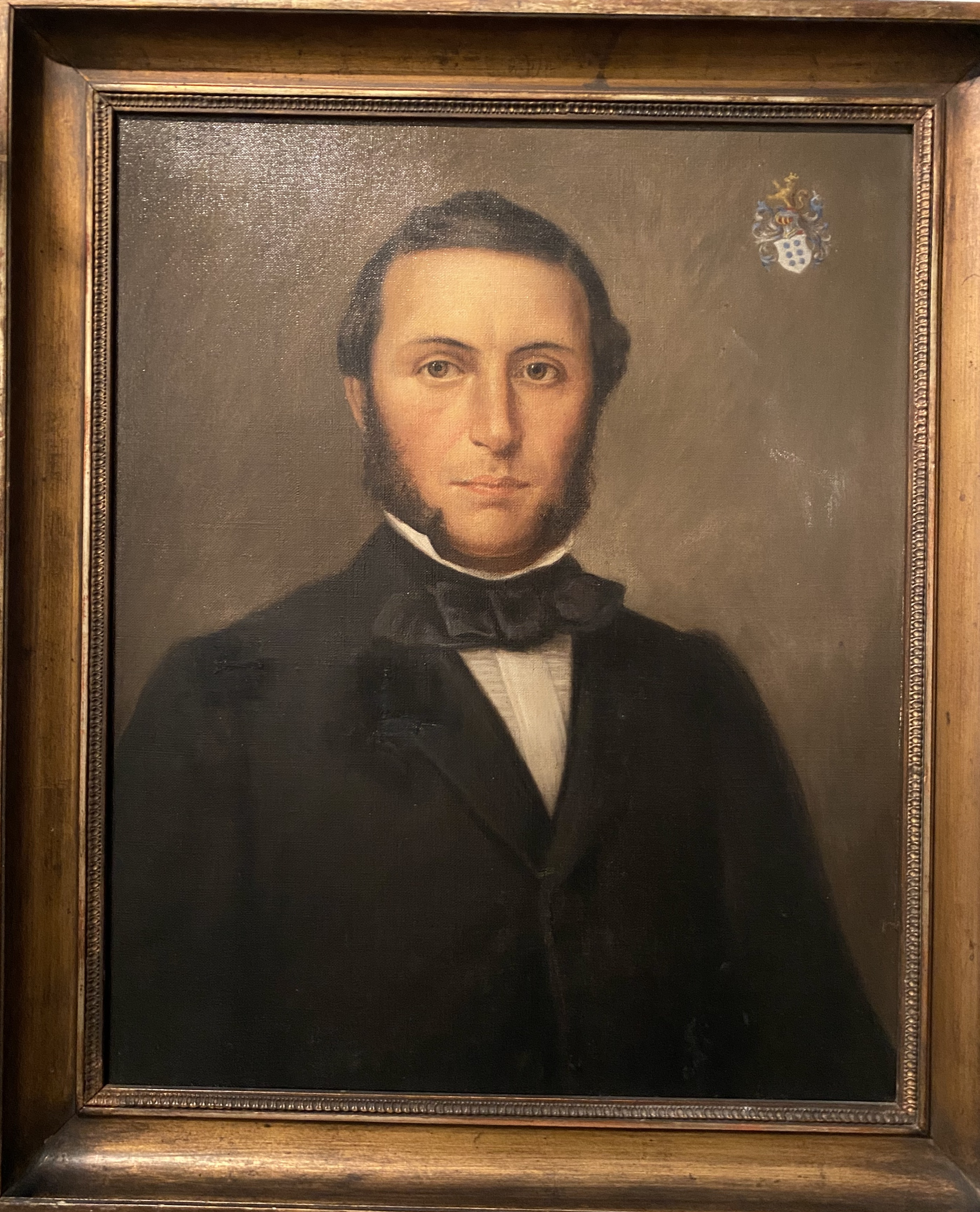
Rodrigo de Castro, Portraitbild im Altonaer Museum.

Rodrigo de Castro, auch David Namias, (* um 1550 in Lissabon; † 1. Februar 1627 in Hamburg) war ein portugiesischer Arzt und Autor.

## Leben und Wirken
Rodrigo de Castro stammte aus einer angesehenen kryptojüdischen Familie, aus der viele Leibärzte für das portugiesische Königshaus und kirchliche Würdenträger hervorgegangen waren. Er studierte Medizin und Philosophie an Universitäten in Coimbra, Évora und Salamanca und praktizierte ab 1587 als niedergelassener Arzt in Lissabon. Einen Auftrag Philipps II., in Ostindien Arzneikräuter zu gewinnen, nahm er nicht an. Stattdessen zog er nach Amsterdam, wo er wahrscheinlich erneut den jüdischen Glauben annahm. Um 1592 erreichte er gemeinsam mit seinem Schwager Henriques Rodrigues Hamburg, wo er eine Praxis nahe der Petrikirche unterhielt. Da er als Gynäkologe insbesondere Wissen über Kaiserschnitte und Epidemiologie vermitteln konnte, galt er schnell als über die Stadtgrenzen Hamburgs hinaus bekannter Fachmann. Als Leibarzt betreute er den Erzbischof von Bremen, den König von Dänemark, die Herzöge von Holstein und Mecklenburg, den Landgrafen von Hessen und renommierte Bürger Hamburgs.
Nachdem 1595 in Hamburg die Pest ausgebrochen war, hielt de Castro seine Erfahrungen hierzu ein Jahr später in dem Tractatus brevis de natura et causis pestis fest. 1603 schrieb er mit De universa muliebrum morborum medicina ein wichtiges Werk zur Frauenheilkunde, das in mehreren Auflagen erschien. 1611 bezeichnete ein Chronist den Mediziner als Bürger, der „wie die anderen Christendoctoren“ Rock, Wollkragen und einen hohen Samtanzug trug, einen hohen sozialen Status hatte und selbstbewusst auftrat. 1614 befasste er sich in Medicus Politicus mit der Musiktherapie, Problemen der medizinischen Ethik und der moralischen und religiösen Position, die der Arzt in der Gesellschaft annahm. Für dieses Werk verwendete er als Quellen insbesondere Schriften jüdischer Mediziner.
De Castro war mehrfach in Streitigkeiten mit der jüdischen Gemeinde Hamburgs und deren Rabbinern, sowie italienischen Rabbinern, verwickelt. Der venezianische Rabbiner Leone de Morena drohte de Castro 1614 mit dem Bann, da dieser der Forderung nicht nachgekommen war, seiner Schwägerin Sara die Pflicht zur Leviratsehe abzunehmen. Da sich die jüdische Gemeinde aus seiner Sicht dem Recht einer ausländischen Gemeinde untergeordnet hatte, stellt De Castro der Gemeinde im Gegenzug eine Anzeige bei der Hamburger Regierung in Aussicht. Hierzu schrieb er 1617 das Buch Tratado de Herem, das heute als verschollen gilt.
Als 1619 die Hamburger Bank gegründet wurde, gehörte er zu den ersten Personen, die Einlagen zahlten.

## Familie
Rodrigo de Castro war verheiratet mit Catarina/Ribka Rodriguez (Eltern: Pedro-Rodrigues Cohen und Guiomar Manuel, eine Schwester von Henrique Dias Milão). Da er lange Zeit als katholisch angesehen wurde, lag seine im Kindbett gestorbene Frau ab 1602 zunächst auf dem Friedhof der Maria-Magdalena-Kirche. Seit der Umbettung 1628 befindet sich ihr Grab auf dem Jüdischen Friedhof in Altona. Das Ehepaar hatte den Sohn Benedictus de Castro, der wie sein Vater Arzt wurde.